# Materializm dialektyczny
Materializm dialektyczny, diamat – kierunek filozoficzny zapoczątkowany w II poł. XIX wieku przez Karla Marksa i Friedricha Engelsa, a następnie rozwinięty przez W.I. Lenina, Lwa Trockiego, Różę Luksemburg i in. W XX wieku stał się podstawą filozoficzną stalinizmu, trockizmu i maoizmu. Forma „diamat” (ros. диамат) to skrótowiec pochodzenia rosyjskiego (rusycyzm).

## Historia materializmu dialektycznego
Kierunek ten, będący podstawą filozoficzną marksizmu, stał się fragmentem oficjalnej ideologii państwowej Związku Radzieckiego, krajów bloku wschodniego, Chin, Kuby, Korei Północnej, Wietnamu i ogólnie całego ruchu komunistycznego i części bardziej umiarkowanych nurtów lewicowych na świecie. Powstanie problematyki dialektyczno-materialistycznej jako dyscypliny filozoficznej, samodzielnego przedmiotu studiów i nauczania uniwersyteckiego zaczęło się w latach 20. XX wieku. Na skutek ukształtowała się wersja radziecka materializmu dialektycznego i historycznego, która otrzymała nazwę filozofii marksistowsko-leninowskiej. W ZSRR państwo rozciągnęło kontrolę partyjną nad badaniami filozoficznymi, władze dławiły wszelkie wolne badania i siłą podtrzymywały materializm dialektyczny jako filozofię partyjną, zajmującą się nie odkrywaniem prawdy, ale praktycznymi potrzebami rewolucji.

## Idea

### Materia i jej niezbywalne cechy
W marksistowskim materializmie filozoficznym pojęcia „materia” używa się w sensie najbardziej szerokim, mianowicie dla oznaczenia wszystkiego, co istnieje obiektywnie, tzn. niezależnie od świadomości, i co odzwierciedla się we wrażeniach zmysłowych człowieka.

Materia jest obiektywną realnością daną nam we wrażeniu.

Z punktu widzenia dialektyczno-materialistycznego pojmowania materia jest jedyną istniejącą obiektywną realnością: przyczyną, podstawą, treścią i nosicielem (substancją) całej różnorodności świata. Przejawia się w niezliczonych własnościach. Najbardziej kardynalnymi jej właściwościami są:
- obiektywność istnienia,
- strukturalność,
- niezniszczalność,
- ruch,
- przestrzeń,
- czas,
- odbicie.

Są to atrybuty materii, tj. powszechne, nieprzemijające jej właściwości, bez których nie może ona istnieć. Ruch – to sposób istnienia materii, a przestrzeń i czas to powszechne formy istnienia materii.
Jedność materii i ruchu
W świecie wszystko znajduje się w stanie ruchu, ale ruch nie zawsze rozpatrywano jako nieodłączną własność materii. W historii filozofii i przyrodoznawstwa istniały dwa przeciwstawne punkty widzenia: jeden z nich: energetyczny – absolutyzował energię, drugi: mechanistyczny – ujmował materię jako pewną bierną zasadę, pozbawioną wewnętrznej aktywności. Aby wprawić ją w ruch, potrzebny był „boski prabodziec”. W różnych naukach teoria ta przyjmowała formę wyobrażeń o ukrytych siłach, różnego rodzaju małych idolkach (siła witalna, duch itp.). Na tej drodze szukano niemechanicznych przyczyn różnych zjawisk, tą drogą kroczyli idealiści, utrzymujący, że duch stanowi aktywną, twórczą zasadę, materia zaś – bierną.
Metafizyczne i idealistyczne koncepcje wzajemnego stosunku materii i ruchu znalazły swój charakterystyczny wyraz również w energetyzmie. Jak na przykład Wilhelm Ostwald uważał, że w rzeczywistości istnieje tylko energia. Tym samym Ostwald głosił koncepcję ruchu bez jego materialnego nośnika, bez materii. Błąd Ostwalda polegał na absolutyzowaniu energii, został on poddany krytyce przez Włodzimierza Lenina w jego książce Materializm a empiriokrytycyzm.
Materializm dialektyczny uczy, że materia i ruch są od siebie nieodłączne. Materia bez ruchu jest tak samo nie do pomyślenia, jak ruch bez materii. Oderwanie ruchu od materii prowadzi w ostatecznym rezultacie do negacji materii jako podstawy wszystkich rzeczy i procesów świata obiektywnego, tj. do idealizmu.

### Dialektyka materialistyczna
Niektóre z zamieszczonych tu informacji od 2020-08 wymagają weryfikacji.
Dokładniejsze informacje o tym, co należy poprawić, znajdują się w sekcji Filozofia w ZSRR dyskusji tego artykułu.
 Po wyeliminowaniu niedoskonałości należy usunąć szablon [[Szablon:Dopracować|]] z tego artykułu.
Materializm, podobnie jak idealizm, może być materializmem dialektycznym i metafizycznym. W filozofii marksistowskiej materializm występuje w organicznej jedności z dialektyką. Światopogląd KPZR nazywa się materializmem dialektycznym dlatego, że jego ujmowanie zjawisk przyrody, jego metoda badania zjawisk przyrody jest dialektyczna. W światopoglądzie marksistowskim zarówno teoria, jak i metoda są w równej mierze materialistyczne i dialektyczne, wskutek czego samo rozgraniczenie między materializmem i dialektyką ma przede wszystkim sens historyczno-filozoficzny.
Opracowując metodę dialektyczną Marks i Engels czerpali z bogatego dorobku myśli społecznej, ze zdobyczy niemieckiej filozofii, zwłaszcza z idealistycznej dialektyki Hegla. Marks zaadaptował ten sposób myślenia do materializmu.

Moja metoda dialektyczna jest w założeniu nie tylko różna od heglowskiej, lecz jest jej wprost przeciwstawna. Według Hegla proces myślenia, który on nawet przekształca w samodzielny podmiot pod nazwą idei, jest demiurgiem rzeczywistości stanowiącej tylko jego zewnętrzny przejaw. Według mnie zaś, przeciwnie, idea nie jest niczym innym, jak materią przeniesioną do głowy ludzkiej i przetworzoną w niej.

Jeśli zagadnienie stosunku myślenia do bytu jest pierwszym i podstawowym zagadnieniem filozofii, to drugim jej najważniejszym zagadnieniem jest problem, czy świat znajduje się w stanie niezmiennym, czy też, przeciwnie, ulega on stałym zmianom, rozwija się. Zwolenników pierwszego punktu widzenia filozofia marksistowsko-leninowska nazywa metafizykami, drugiego – dialektykami. Engels definiował dialektykę jako naukę o ogólnych prawach rozwoju przyrody, społeczeństwa i myślenia ludzkiego.
W ujęciu Marksa dwoma najbardziej podstawowymi prawami rządzącymi materią są:
- prawo przemiany ilości w jakość – polegające na tym, że poszczególne drobne przemiany materii sumują się, aby w pewnym momencie osiągnąć punkt krytyczny, na którego skutek powstaje zupełnie nowa jakość,
- prawo stałego ścierania się przeciwieństw – polegające na tym, że różne jakości materialne są ze sobą w stanie ciągłego antagonizmu. Ścierają się one nieprzerwanie, generując ciąg drobnych przemian, które w końcu prowadzą do nowej jakości, zgodnie z pierwszym prawem.

Te dwa prawa powodują, że materia jest w ciągłym ruchu. Według Marksa, wszystkie przemiany fizyczne, biologiczne, psychologiczne, a w końcu społeczne i ekonomiczne, dają się sprowadzić do tych dwóch elementarnych praw dialektyki. Ruch ten jednak nie jest przypadkowy, lecz jego racjonalna struktura wynika właśnie z tych praw. Prawa te powodują ciągłe powstawanie nowych, wyższych form istnienia materii (nowych jakości) i zanikanie starych form, dzięki czemu materia uzyskuje coraz doskonalsze i bardziej złożone formy rozwoju.
Zadaniem nauki powinno być więc szukanie, w poszczególnych przypadkach, ogólnego kierunku przemian dialektycznych. Wykrycie w danym zjawisku przejawów działania praw dialektyki, gwarantuje faktyczne zrozumienie danego zjawiska.

## Partyjność materializmu dialektycznego
Cechą charakterystyczną materializmu dialektycznego jest otwarta, jawna, wojująca partyjność. W społeczeństwie klasowym wszelka filozofia jest wyrazem interesów tej lub innej klasy, światopoglądem tej lub innej partii. Lenin pisał: „Spodziewać się bezstronnej nauki w społeczeństwie najemnego niewolnictwa – to równie głupiutka naiwność, jak oczekiwać bezstronności fabrykantów w sprawie, czy nie należy zwiększyć płacy robotnikom, zmniejszywszy zysk kapitału”. Dopóki istnieją klasy i walka klasowa, dopóty nie istnieje i nie może istnieć filozofia bezpartyjna, neutralna, obojętna wobec interesów tych lub innych klas. Podczas gdy partyjność filozofii burżuazyjnej wyraża egoizm i subiektywizm burżuazji, materializm dialektyczny jawnie i otwarcie występuje w imieniu klasy robotniczej, jest teoretycznym wyrazem podstawowych interesów klasy robotniczej i światopoglądem partii komunistycznej. Konsekwentna walka o wcielenie w życie polityki partii komunistycznej, nieubłagana walka ze wszystkimi wrogami proletariackiego światopoglądu są najgłębszą treścią marksistowsko-leninowskiej zasady partyjności filozofii.

## Materialistyczne pojmowanie dziejów
Zastosowaniem materializmu dialektycznego na obszarze badań nad historią i społeczeństwem był materializm historyczny. Stosując swoje podejście do historii, ekonomii i polityki, Marks twierdził, że odkrył ogólne prawo dialektyczne wszelkich przemian społecznych. Prawo to znane jest jako prawo walki klas.

## Krytyka
Krytyce podlegał zarówno materializm doktryny Marksa, jak i prawa dialektyki jako narzędzie analizy świata.
Twierdzenie Marksa, że przyjęcie jego definicji materii wraz z jej niezbywalnymi atrybutami może być dokonane na podstawie swoistego „dowodu nie-wprost”, jest trudne do utrzymania i uderzają weń wszystkie stare argumenty krytykujące taki sposób rozumowania, wypracowane przez Kartezjusza, Hume’a, Kanta i pozytywistów logicznych.
Prawa dialektyki były krytykowane jako bądź oczywiste, bądź wątpliwe uogólnienia różnorodnych zjawisk, niepozwalające przewidywać oraz wyjaśniać zjawisk, a zatem jako uogólnienia bezwartościowe dla nauki. Jak zauważył Leszek Kołakowski, „niektóre z nich są banałami zdrowego rozsądku i nie zawierają nic specyficznie marksistowskiego. Inne są filozoficznymi wyznaniami wiary, niedowodliwymi i nierozstrzygalnymi za pomocą środków naukowych. Jeszcze inne są po prostu nonsensami. Do czwartej kategorii należą twierdzenia, które mogą być interpretowane rozmaicie i zależnie od interpretacji należą do jednej, drugiej lub trzeciej z wymienionych poprzednio”. Według Kołakowskiego na gruncie tych banalnych w gruncie rzeczy „praw” marksizm zbudował cały system quasi-religijny, w którym każde nowe zdarzenie i każde odkrycie „potwierdza” prawdziwość marksizmu oraz dowodzi jego „naukowości”.
Kołakowski jako „nonsens” określał także wprowadzone przez Plechanowa i popularyzowane przez Trockiego twierdzenie, że „logika formalna stosuje się do zjawisk w spoczynku, zaś logika dialektyczna – do zmian”. Wynikał on z „ignorancji logicznej marksistów-leninistów”.
W XX wieku zasady demarkacji wiedzy naukowej od nie-naukowej, wypracowane przez pozytywistów logicznych i Karla Poppera, jednoznacznie odrzucają rzekomą prawdziwość istnienia „praw dialektycznych”, stojących ponad prawami fizyki. Popper wprowadził falsyfikowalność teorii na podstawie dowodów empirycznych jako kryterium metody naukowej. Prawa dialektyczne są zaś tak sformułowane, że nie można ich w żaden sposób dowieść albo obalić na podstawie empirycznie stwierdzonych faktów. Wszelkie fakty, stojące w jaskrawej sprzeczności z tymi „prawami”, marksiści interpretują jako chwilowe fluktuacje od ogólnego trendu wynikającego z tych „praw”, nawet jeśli jest to tak „drobny” fakt jak np. upadek ekonomiczny ZSRR.
W praktyce państw i partii odwołujących się do marksizmu dialektyka stała się narzędziem propagandy służącym elastycznemu zmienianiu znaczeń słów i pojęć i prowadzącym do powstania nowomowy i dwójmyślenia. Wykształcił się charakterystyczny nawyk „myślenia dialektycznego”, który sprowadzał się do fałszowania rzeczywistości wbrew świadectwu własnych zmysłów i przedstawiania jej w takiej postaci, w jaką hipotetycznie mogłaby osiągnąć, gdyby ziściły się utopijne cele marksizmu. Jak zauważył historyk Orlando Figes:

Realizm socjalistyczny, zgodnie z oficjalną definicją przyjętą na I Zjeździe Związku Pisarzy w 1934 roku, oznaczał „prawdziwe, historycznie konkretne przedstawianie rzeczywistości w jej rewolucyjnym rozwoju”. Rola artysty polegała na ukazywaniu świata nie takim, jaki jest w chwili obecnej, ale jakim się stanie w komunistycznej przyszłości.

Podobne obserwacje na temat „myślenia dialektycznego” w ZSRR przedstawiali
Józef Maria Bocheński,
Arthur Koestler,
Aleksandr Zinowjew oraz Tony Judt.
Według Leszka Kołakowskiego zwyczaj ten w XX wieku upowszechnił György Lukács, który posługiwał się przymiotnikiem „dialektyczny” tak, jakby „unieważniał on wszystkie empiryczne okoliczności”. Kołakowski podaje przykład użytego przez Lukácsa zarzutu wobec reformistów, że „mają niedialektyczne pojęcie większości”, czyli po prostu, że punktowali obiektywny brak poparcia większości społeczeństwa dla bolszewików. Według Kołakowskiego jest to specyficzna forma erystyki, w której użycie przymiotnika „dialektyczny” ma „sprawić wrażenie, że używający go jest posiadaczem jakiejś szczególnej, niezawodnej, głębszej metody badania i rozumienia świata”.
Krytykę marksistowskiej filozofii materialistycznej oraz swoisty pogląd na jej dzieje stanowi książka Tomasza Masaryka „Filozoficzne i socjologiczne podstawy marksizmu” (niem. Die philosophischen und soziologischen Grundlagen des Marxismus, Wien 1899).